# Igor Marchenko
Igor Marchenko (Rostov del Don, Rusia, 26 de noviembre de 1975) es un nadador ruso retirado especializado en pruebas de estilo mariposa, donde consiguió ser subcampeón mundial en 2005 en los 4 x 100 metros estilos.

## Carrera deportiva
En el Campeonato Mundial de Natación de 2005 celebrado en Montreal ganó la medalla de plata en los relevos de 4 x 100 metros estilos, nadando el largo de mariposa, con un tiempo de 3:35.08 segundos, tras Estados Unidos (oro con 3:31.85 segundos) y por delante de Japón (bronce con 3:35.40 segundos).